# Federico de Hohenzollern-Hechingen
Federico Hermann Otón de Hohenzollern-Hechingen (en alemán, Friedrich Hermann Otto von Hohenzollern-Hechingen; Namur, 22 de julio de 1776-Hechingen, 13 de septiembre de 1838) fue el príncipe reinante de Hohenzollern-Hechingen de 1810 a 1838. También fue oficial del ejército napoleónico.

## Familia
Era el hijo único del príncipe Hermann de Hohenzollern-Hechingen y de Maximiliana Albertina de Gravre.

### Matrimonio y descendencia
Federico de Hohenzollern-Hechingen contrajo matrimonio en Praga el 26 de abril de 1800 con Luisa Paulina María Biron, princesa de Curlandia (Mitau, 19 de febrero de 1782-Viena, 8 de enero de 1846) hija de Peter von Biron, duque de Curlandia, y de la condesa Dorotea von Medem. La pareja tuvo un solo hijo de esta unión:
- Federico Guillermo Constantino Germán Tásilo (1801-1869), príncipe de Hohenzollern-Hechingen, sucesor de su padre.

## Biografía

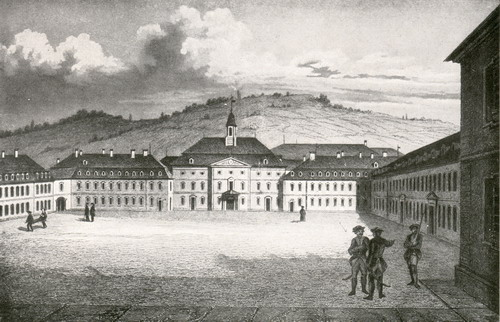
Escuela Secundaria de Carlos en Stuttgart.

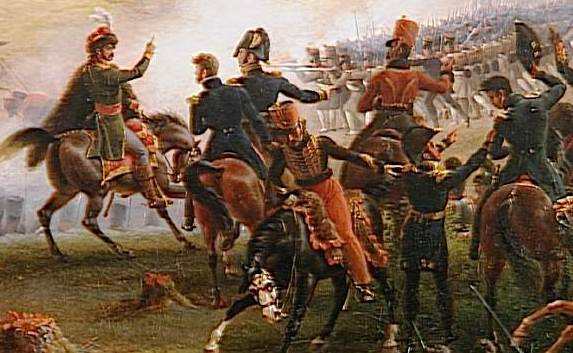
Murat en la Campaña rusa, afueras de Moscú.

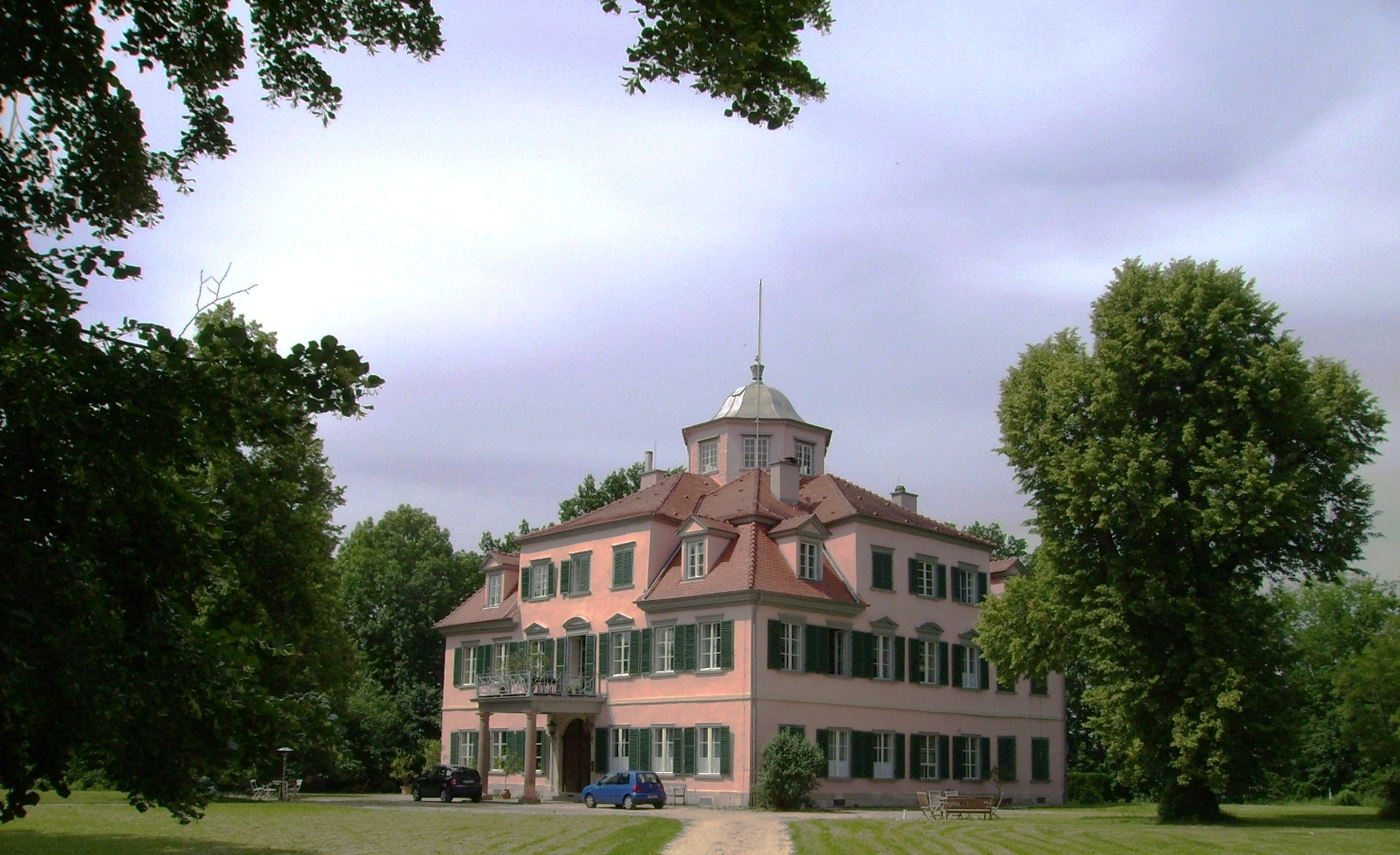
Castillo de Lindich en Hechingen.

Federico de Hohenzollern-Hechingen fue bautizado en Namur. En 1790, fue admitido en la prestigiosa Escuela Secundaria de Carlos (Karlsschule) en Stuttgart, donde Friedrich von Schiller había sido uno de sus alumnos. Después, el príncipe Federico continuó sus estudios en varias universidades alemanas.
Desde muy joven, Federico debe conducir difíciles negociaciones diplomáticas. En 1801, su padre lo envió a París con el fin de negociar el reemplazo de las posesiones en los Países Bajos perdidas durante la Revolución francesa. Un miembro de su familia, la princesa Amalia Ceferina de Salm-Kyrburg, quien tenía por amante durante el periodo revolucionario a un cierto vizconde Alejandro de Beauharnais, le presentó al cónsul Napoléon Bonaparte a su esposa, Josefina de Beauharnais, y al Ministro de Asuntos Exteriores, Charles de Talleyrand-Périgord. 
En 1805, Federico de Hohenzollern-Hechingen se separó de su esposa, sin proceder al divorcio. 
Después de la adhesión del principado de Hechingen a la Confederación del Rin en 1806, Federico de Hohenzollern-Hechingen sirvió como oficial en el ejército napoleónico. Fue, en un principio, ayudante de Jerónimo Bonaparte. En 1806, tomó la fortaleza de Glogau, y más tarde Sagan, villa natal de su esposa. Su padre ordenó grandes fiestas para celebrar los progresos realizados por los ejércitos napoleónicos. En 1809, Federico se convirtió en ayudante de campo de Joaquín Murat. En la Campaña de Rusia, recibió graves heridas que sufriría por el resto de su vida.
A la muerte de su padre, en 1810, Federico se convirtió en príncipe soberano de Hohenzollern-Hechingen.
En 1815, recibió de Francia compensaciones; utilizó esta suma económica para la construcción del nuevo castillo de Hechingen.
Federico de Hohenzollern-Hechingen sufrió frecuentemente de sus heridas de guerra, mientras que en el plano privado, su unión con la princesa Paulina María de Biron, princesa de Curlandia, demostró ser un fracaso.
El 22 de mayo de 1826, su hijo Constantino contrajo matrimonio con Eugenia de Beauharnais, princesa de Leuchtenberg. Durante los meses de verano, Federico residió en el castillo de Lindich, en Hechingen, donde mantuvo amistad con un círculo de poetas como Ludwig Uhland o Justinus Kerner. Por falta de dinero, no pudo lograr la construcción del nuevo castillo de Hechingen, y por tanto debió residir durante los meses de invierno en la cancillería situada en el viejo castillo, mientras su hijo y esposa vivían en la Villa Eugenia, en Hechingen.

## Honores
- Reino de Wurtemberg: Gran Cruz de la Orden de la Corona de Wurtemberg, 1818[3]
- Reino de Prusia: Caballero de la Orden del Águila Negra, 24 de enero de 1832[4]